# Jaroslav Bouček
Jaroslav Bouček (Černošice, Imperio austrohúngaro, 13 de noviembre de 1912-Praga, Checoslovaquia, 10 de octubre de 1987) fue un futbolista y actor checoslovaco. En su etapa como jugador profesional se desempeñaba como defensa o centrocampista.
Su padre era alcalde de su ciudad natal. Participó como actor en la comedia deportiva Naše XI., dirigida por Václav Binovec.

## Selección nacional
Fue internacional con la selección de fútbol de Checoslovaquia en 31 ocasiones y convirtió un gol. Formó parte de la selección subcampeona de la Copa del Mundo de 1934, pese a no haber jugado ningún partido durante el torneo.

### Participaciones en Copas del Mundo
| Mundial                        | Sede    | Resultado        | Partidos | Goles |
| ------------------------------ | ------- | ---------------- | -------- | ----- |
| Copa Mundial de Fútbol de 1934 | Italia  | Subcampeón       | 0        | 0     |
| Copa Mundial de Fútbol de 1938 | Francia | Cuartos de final | 3        | 0     |

## Clubes
| Club             | País                              | Año       |
| ---------------- | --------------------------------- | --------- |
| Sparta Praga     | Checoslovaquia                    | 1930-1931 |
| Stade Rennais FC | Francia                           | 1931-1933 |
| Sparta Praga     | Protectorado de Bohemia y Moravia | 1933-1941 |
| Viktoria Pilsen  | Protectorado de Bohemia y Moravia | 1941-1942 |

## Palmarés

### Campeonatos nacionales
| Título           | Club         | País                              | Año  |
| ---------------- | ------------ | --------------------------------- | ---- |
| Primera División | Sparta Praga | Checoslovaquia                    | 1936 |
| Primera División | Sparta Praga | Checoslovaquia                    | 1938 |
| Primera División | Sparta Praga | Protectorado de Bohemia y Moravia | 1939 |

### Copas internacionales
| Título                 | Club         | Sede                   | Año  |
| ---------------------- | ------------ | ---------------------- | ---- |
| Copa de Europa Central | Sparta Praga | Praga (Checoslovaquia) | 1935 |

## Filmografía

### Apariciones en comedias
| Año  | Título   |
| ---- | -------- |
| 1936 | Naše XI. |